# Drapeau du Salvador
 (août 2024).
Si vous disposez d'ouvrages ou d'articles de référence ou si vous connaissez des sites web de qualité traitant du thème abordé ici, merci de compléter l'article en donnant les références utiles à sa vérifiabilité et en les liant à la section « Notes et références ».
Le drapeau du Salvador est composé de trois rayures horizontales de tailles égales, bleu foncé à l'extérieur, représentant le ciel salvadorien et blanche au centre représentant le désir de paix et de concorde.
C'est le drapeau d'État qui est le plus souvent utilisé pour représenter le pays. Le drapeau civil est, lui, constitué uniquement d'une bande horizontale blanche unie entre deux bandes d'un bleu plus clair que pour le drapeau précédent.

## Usages
La législation distingue trois types de drapeaux en fonction de leurs usages :
1. la Magna, avec les armoiries nationales du Salvador au milieu de la rayure centrale pour les cérémonies auxquelles participent les trois pouvoirs de l'État et les fêtes nationales ;
2. celui flottant sur les bâtiments et édifices publics avec la devise nationale Dios Unión Libertad  sur la rayure centrale ;
3. celui réservé aux défilés, qui est semblable aux précédents.

## Description
Leurs tailles diffèrent légèrement, les dimensions de la Magna étant de 3,35 mètres de large et de 1,89 mètre de haut.
Les couleurs signifient
- Bleu cobalt royal : représente le grand ciel et deux immenses océans d'Amérique centrale
- Blanc : représente la paix et la solidarité avec le monde
- Ambre/Doré : utilisé pour le blason (triangle équilatéral, lances et la phrase République d'El Salvador en Amérique centrale

"Bandera magna" Ratio: 189:335
"Bandera Nacional" Ratio 3:5
Drapeau à usage civil (ratio 3:5)

## Drapeaux historiques

21 août 1823 - 1824, et 1842 - 1844
1824 - 1841, et 1921 - 1922
9 mai 1865 - juin 1865
juin 1865 - 1869
1869 - 1873
1873 - 1877
1877 - 2 novembre 1898
2 novembre 1898 - 30 novembre 1898
30 novembre 1898 - 17 mai 1912
27 mai 1912 - 1921, et 1922 à nos jours : drapeau actuel du Salvador